# Richard Lewis (Komiker)

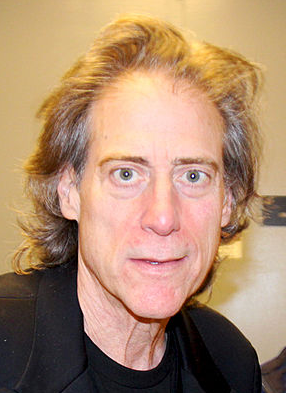
Richard Lewis (2013)

Richard Philip Lewis (* 29. Juni 1947 in  New York City; † 27. Februar 2024 in Los Angeles) war ein US-amerikanischer Schauspieler und Komiker.

## Biografie
Er wurde 1947 im New Yorker Stadtteil Brooklyn geboren und wuchs in der Kleinstadt Englewood im Bundesstaat New Jersey auf. Er besuchte die Dwight Morrow High School. 1969 schloss er ein Studium an der Ohio State University in Marketing ab und machte ab 1971 Comedy in New York City. 1974 hatte er seinen ersten größeren Auftritt in der Tonight Show von Johnny Carson.
Lewis wirkte als Schauspieler vor der Kamera in über 60 Film- und Fernsehproduktionen mit und war auch als Drehbuchautor tätig. Neben Gastauftritten in verschiedenen Serien sind vor allem zwei seiner Rollen erwähnenswert, die des Prinzen John in Mel Brooks’ Robin Hood – Helden in Strumpfhosen und die des Arztes Phil Taylor in der Westernparodie Wagons East!. Von 2000 bis 2024 spielte er an der Seite von Larry David eine parodistische Version von sich selbst in der Serie Lass es, Larry!. Neben seiner Schauspielkarriere war er in den USA vor allem als Autor für verschiedene Zeitschriften bekannt.

### Privatleben
1998 lernte er auf einer Party zur Veröffentlichung eines Ringo-Starr-Albums Joyce Lapinsky kennen, die im Musikverlagswesen tätig war. Sie heirateten 2005.
2023 machte Lewis öffentlich, dass er an Parkinson erkrankt sei. Er starb im Februar 2024 im Alter von 76 Jahren an einem Herzinfarkt.

## Filmografie (Auswahl)
- 1979: Diary of a Young Comic (Fernsehfilm)
- 1979: The 416th (Fernsehfilm)
- 1985: Temporary Insanity (Fernsehfilm)
- 1986: Trio mit vier Fäusten (Riptide, Fernsehserie, 1 Folge)
- 1987: CBS Summer Playhouse (Fernsehserie, 1 Folge)
- 1987: Harry (Fernsehserie, 7 Folgen)
- 1988: Scout Academy (The Wrong Guys)
- 1989: That’s Adequate
- 1989–1992: Alles außer Liebe (Anything but Love, Fernsehserie, 56 Folgen)
- 1992: Es war einmal ein Mord (Once Upon a Crime)
- 1992: Geisel der Leidenschaft (The Danger of Love: The Carolyn Warmus Story, Fernsehfilm)
- 1993: Die Larry Sanders Show (The Larry Sanders Show, Fernsehserie, 1 Folge)
- 1993: Robin Hood – Helden in Strumpfhosen (Robin Hood: Men in Tights)
- 1993: Daddy Dearest (Fernsehserie, 13 Folgen)
- 1994: Wagons East!
- 1994: Geschichten aus der Gruft (Tales from the Crypt, Fernsehserie, eine Folge)
- 1995: Drunks
- 1995: Leaving Las Vegas
- 1996: Schönes Wochenende (A Weekend in the Country, Fernsehfilm)
- 1996: The Elevator
- 1997: The Maze
- 1997: Hugo Pool
- 1997–1998: Hiller and Diller (Fernsehserie, 13 Folgen)
- 1998: Rude Awakening – Nur für Erwachsene! (Rude Awakening, Fernsehserie, 6 Folgen)
- 1999: Game Day
- 1999: V.I.P. – Die Bodyguards (V.I.P., Fernsehserie, 1 Folge)
- 2000–2024: Lass es, Larry! (Curb Your Enthusiasm, Fernsehserie, 41 Folgen)
- 2002–2004: Eine himmlische Familie (7th Heaven, Fernsehserie, 9 Folgen)
- 2003: Alias – Die Agentin (Alias, Fernsehserie, 1 Folge)
- 2004: Two and a Half Men (Fernsehserie, 1 Folge)
- 2005: Sledge: The Untold Story
- 2005: Las Vegas (Fernsehserie, 1 Folge)
- 2006: Die Simpsons (The Simpsons, Fernsehserie, 1 Folge, Sprechrolle)
- 2006: Alle hassen Chris (Everybody Hates Chris, Fernsehserie, 1 Folge)
- 2009: The Cleaner (Fernsehserie, 1 Folge)
- 2009–2010: Ehe ist… (’Til Death, Fernsehserie, 3 Folgen)
- 2012: Vamps – Dating mit Biss (Vamps)
- 2014: Broadway Therapy (She’s Funny That Way)
- 2015: Bucky and the Squirrels
- 2015: Blunt Talk (Fernsehserie, 6 Folgen)
- 2017: Sandy Wexler
- 2018: BoJack Horseman (Fernsehserie, 1 Folge, Sprechrolle)

## Bücher
- Reflections from Hell. Powerhouse Books, 2015 (illustriert von Carl Nicholas Titolo, Vorwort von Larry David).